# Alonso de Quintanilla
Alonso de Quintanilla o Alfonso Álvarez de Quintanilla (Paderni, Cruces, Oviedo, c. 1420 - Medina del Campo, 1500) fue un político y estadista español del que, a pesar de haber desempeñado un papel relevante al servicio de la Corona en la segunda mitad del siglo XV como contador mayor y promotor de la Santa Hermandad, apenas han llegado, según su primer biógrafo, «vagas noticias, oscuras referencias, y alusiones remotas», silencios y omisiones que pudieran tener su origen «en el ambiente de malquerencia y aislamiento que contra él creara la despechada aristocracia». Es la personalidad más sobresaliente de Asturias en el siglo XV. Su vida entera estuvo ligada a la Corte de los Reyes de Castilla, comenzando con Juan II de Castilla para seguir con Enrique IV de Castilla y muy especialmente con los Reyes Católicos, al servicio de los cuales puso de manifiesto su talento de gobernante.

## Primeros años
Alonso de Quintanilla fue hijo de Luis Álvarez de Paderni y de Orosia Álvarez de Quintanilla, labradores acomodados, cuya memoria quiso honrar mandando reparar y ampliar las instalaciones del monasterio de Santa Clara, extramuros de Oviedo, dándoles en él sepultura junto con su hermano Luis. Según algunos biógrafos debió de formarse en el monasterio benedictino de San Vicente de Oviedo, dado que era el único centro de enseñanza existente entonces en Asturias donde podría haber recibido su esmerada cultura en Humanidades y Derecho.
Parece probable que el primer contacto con la Corte lo tuviese como criado de Juan Pacheco, marqués de Villena, quien años más tarde, en 1458, le concedió un juro perpetuo situado en las alcabalas de Oviedo. Posteriormente entró como doncel en la Corte de Juan II de Castilla, confiándosele la educación del príncipe don Enrique. Con Enrique IV en el trono escaló en la Corte, existiendo un documento de 1453 que le menciona ya como «poder habiente» del rey en un acto oficial celebrado en Medina del Campo. En 1460 fue nombrado «criado, guarda y vasallo militar» del rey, y de 1462 a 1464 se encargó de las finanzas reales como «contador de acostamientos». Con frecuencia aparece él mismo como prestamista o garante de la Corona en la anárquica corte de Enrique IV.

## Participación en el bando confederado
Al estallar la crisis, Quintanilla se pasó al partido del infante Alfonso, pretendiente al trono de Castilla. Ya en noviembre de 1464 formó parte de la comitiva que se entrevistó con el rey con la pretensión de que reconociese por heredero al infante en perjuicio de Juana, llamada la Beltraneja. Asistió a la Farsa de Ávila, en junio de 1465, participando en la deposición del rey y la coronación del infante, a quien acompañó en la toma de Olmedo, propiedad de Enrique, y en sus correrías por tierras de Valladolid y Palencia. El pretendiente nombró a Quintanilla miembro de su Consejo, contador mayor de Cuentas (oficio que retuvo hasta 1494), escribano mayor de Privilegios y Confirmaciones, alcalde mayor del Adelantamiento de Castilla y «ejecutor de cuentas contra los morosos al pago de los tributos», confiándole la fundación de la fábrica de moneda de Medina del Campo.

## Al servicio de la princesa Isabel

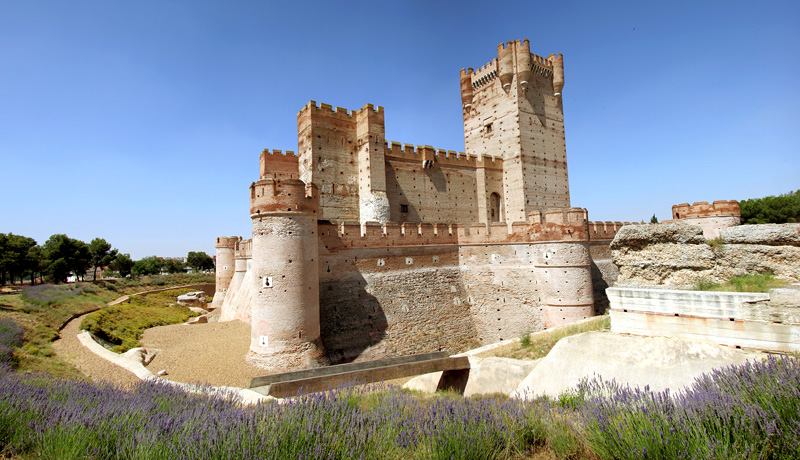
Vista panorámica del castillo de La Mota en Medina del Campo.

Al morir don Alfonso (1468), Quintanilla retornó a la obediencia de Enrique IV, pasando al servicio de la princesa Isabel, más tarde Isabel la Católica, una vez jurada heredera en septiembre de 1469 en el Tratado de los Toros de Guisando. Nombrado por Isabel su contador mayor, tomó posesión en su nombre del castillo de la Mota, disputado por el marqués de Villena, y de Ávila, una de las ciudades entregadas por Enrique a la princesa conforme al pacto de sucesión, para lo que hubo de compensar con 500.000 maravedís a Gómez Manrique que tenía su custodia. Entre 1471 y 1473, gastando fuertes sumas de su propio dinero, logró someter también al patrimonio de la princesa las villas de Sepulveda, pretendida por el marqués de Villena, ahora su rival, Ágreda y Aranda de Duero, que hasta entonces lo era de la Beltraneja. Quintanilla se entregó por completo a la defensa de los intereses de la princesa, participando activamente en las intrigas cortesanas dirigidas principalmente contra el marqués de Villena, favorito de Enrique. Gracias a su habilidad como diplomático y a las ingentes cantidades de dinero de su propio peculio gastadas en tropas y sobornos, logró que en 1473 Isabel entrase en Segovia, acompañada del cardenal de Toledo Alonso Carrillo, para tomar posesión de la ciudad y de su alcázar. En nombre de Isabel tomó Tordesillas por las armas en 1474, ciudad que quedó bajo su gobierno hasta 1476 y en la que estaba en posesión de casas principales, tierra y rentas diversas, con las que formó un mayorazgo dejado a la mayor de sus hijas, doña Inés.

## En la Corte de los Reyes Católicos
Quintanilla tomó parte en la organización del ceremonial para la proclamación de Isabel como reina de Castilla el 13 de diciembre de 1474 en Segovia. En febrero de 1475, ante la grave situación provocada por los partidarios de Juana de Castilla, los reyes Isabel y Fernando le nombraron alcaide del Castillo de la Mota. Al estallar la guerra, con la entrada en Castilla de Alfonso V de Portugal y su matrimonio en Plasencia con su sobrina Juana, Quintanilla recibió la orden de recuperar la villa de Arévalo, en la que Alfonso había fijado su campamento antes de dirigirse hacia Toro y Zamora. De nuevo Quintanilla actuó aquí más como hábil negociador que como guerrero, entregando a su alcaide 80.000 maravadís por la villa, en parte de su propio patrimonio y en otra parte obtenido del empeño del «collar de eslabones» de la reina Isabel.
Ante la escasez de recursos económicos de Isabel y Fernando, agravada por los gastos de la guerra, Quintanilla propuso a los reyes «que imploraran subsidios del sentimiento religioso y de los magnates» como se hizo en efecto en las Cortes de Medina del Campo, en las que el clero castellano concedió la mitad de la plata de las iglesias, por valor de 30 millones de maravedís, a reintegrar en tres años, con otros subsidios aportados por los magnates opuestos a la Beltraneja, que hicieron posible la formación del ejército que rindió Toro y condujo al fin de la contienda, aunque esta aún prosiguiera algunos meses en Extremadura, donde Quintanilla participó en la rendición de Candeleda.

### Restablecimiento de la Santa Hermandad
Ante la situación anárquica del país, participó con Juan de Ortega, a instancias de las Cortes celebradas en 1475 en Madrigal, en el restablecimiento de la Santa Hermandad, algo más que una mera institución encargada del orden público en el ámbito rural, entrando a formar parte como tesorero de su consejo. En la sesión de Cortes o Junta de Procuradores celebrada en marzo de 1476 en la iglesia de Santa María de Dueñas, que aprobó la creación de la Santa Hermandad, Quintanilla propuso el empadronamiento militar para el que habría acometido, en su cargo de contador mayor, un recuento de la población de Castilla: el famoso «Censo de Quintanilla», por el que principalmente le menciona la historiografía.
En 1480 aportó una fuerte suma de su propio patrimonio para llevar a cabo la conquista de Canarias, concediéndole los reyes notables privilegios sobre los beneficios de tal empresa, incluyendo el quinto de esclavos, sebo, cuero y presas obtenidos en la conquista, aunque tales beneficios no siempre llegase a cobrarlos. Según un apuntamiento de 1483, desde el final del reinado de Enrique IV hasta ese año la Corona le debía 3.288.000 maravedís entre préstamos hechos a la Corona, beneficios no percibidos y quitaciones no devengadas. Una de estas fue la del «collar de los eslabones» que Isabel había empeñado en Arévalo y recuperó Quintanilla para que la reina pudiera lucirlo en una fiesta.

### La creación de un ejército permanente: el «censo» de Quintanilla y la toma de Granada
En la conquista de Granada, en su calidad de miembro del consejo de la Hermandad, fue con Juan de Ortega el gestor del reclutamiento de los diez mil peones con que las Hermandades de Castilla contribuyeron al esfuerzo bélico, encargándose de la obtención de recursos económicos y del aprovisionamiento de las tropas. Un documento de cuatro folios, escrito de su propia mano y conservado en el Archivo de Simancas, ha servido para atribuirle la realización efectiva del que sería célebre «Censo». Esas hojas servían además para acreditar su participación en la creación de un ejército permanente al año siguiente de la toma de Granada, presumiéndose que el documento fue redactado en 1493 aunque, al no ir fechado, Tomás González, al publicarlo en 1829 dando con ello la primera noticia del censo, lo había datado en 1482. Con objeto de conocer el armamento disponible en el reino, decía haber hecho él mismo un recuento de la población de Castilla, León, Toledo, Murcia y Andalucía excepto Granada. Según sus cálculos, decía, «paréceme que puede que aya en ellos [los reinos] un cuento e quinientos mill vezinos poco más o menos» (entre seis y ocho millones de habitantes), cifra a todas luces excesiva. En función de esos números hacía algunas propuestas relativas al armamento del que debía disponer cada hidalgo conforme a su renta y las villas y «lugares principales» que, con los puertos, debían según su recomendación disponer de artillería.

### Colón y el descubrimiento de América
En la acogida dispensada a Cristóbal Colón en Castilla pudo tener un papel destacado, según sus biógrafos, pues desde el primer momento le habría ofrecido su apoyo moral y económico, incluso dándole de comer, «porque de otra manera no se pudiera entretener tanto tiempo en tan larga demanda», según el cronista Gonzalo Fernández de Oviedo, siendo además él quien lo presentó al cardenal Mendoza. Al papel jugado por Quintanilla en el descubrimiento, amplificado por los cronistas locales, aludía también Ramón de Campoamor en un poema titulado Colón, colocándolo, en boca del descubridor, en compañía de otro gran financiero, Luis de Santángel:

De nuevo a mi favor abren campaña / Luis Santángel y Alonso de Quintanilla / y a los pies de la reina me acompaña / la marquesa Beatriz de Bobadilla.

Ese papel, sin embargo, ha sido puesto en duda por Annie Molinié-Bertrand en vista del silencio de los participantes directos en la empresa y el del propio Colón, quien escribió que el padre Antonio de Marchena había sido la única persona que desde el primer momento le había prestado su ayuda desinteresada.
Rehusó en todo momento los títulos de nobleza. Ya anciano, a finales de 1494, renunció a todos sus cargos, retirándose a Medina del Campo, donde creó en 1497 un mayorazgo en la persona de su primogénito, el comendador don Luis, quien se sumó al bando comunero y fue uno de los 293 exceptuados del Perdón general de 1522, aunque en su condición de miembro de la Orden de Santiago evitó ser juzgado y sirvió más adelante a Carlos I.
De Alonso de Quintanilla se conservan dos discursos, uno pronunciado en las Cortes de Dueñas y otro con ocasión de la Orden de empadronamiento militar.